# O Ano da Graça
O Ano da Graça é o quarto álbum ao vivo do Koinonya, lançado em 1999.
Com produção musical de Willen Soares, foi gravado ao vivo na Comunidade Evangélica Sara Nossa Terra, localizada na cidade de Brasília em janeiro de 1999. A obra traz Bené Gomes e Márcio Pereira dividindo a função de principais vocalistas. Como backings, participam Ludmila Ferber, Geraldo Alcântara, Nalma Daier e Josué Fernandes. Silvério Peres participou pela última vez no disco anterior. Apesar disso, o cantor assina uma faixa. O ex-integrante Kleber Lucas foi o compositor de "Aba Pai", ao lado de Willen Soares.
Foi o último disco do Koinonya a conter Geraldo Alcântara, Willen Soares e Ludmila Ferber como integrantes.

## Faixas
1. "Estamos Aqui para Celebrar"
2. "Ele Faz Proezas"
3. "Senhor do Universo"
4. "Maior é Jesus"
5. "Tu és Digno de Louvor"
6. "Grande é o Teu Nome"
7. "Restaura Senhor"
8. "Aliança Eterna"
9. "Nada se Compara"
10. "É a Unção de Deus"
11. "Aba Pai"
12. "Emanuel"
13. "Nome Santo"
14. "Santo, Santo"
15. "Mandamento de Amor"